# Agent 47
Agent 47 (eller Mr. 47) er den hovedperson i action-spilserien Hitman og de afledte film. Navnet 47 stammer fra de to sidste cifre i en stregkode, der er tatoveret i hans nakke: 640509-040147. Under sine missioner arbejder han ofte under alias'er såsom Tobias Rieper (i spillebanen 'Grim Reaper'), Metzger (Tysk for slagter), Flech Fisher, Julio, Byrd, Johnson, Jacob Leiter, og Dr. Cropes (i spillebanen an anagram of "corpse"). 47 er modeleret efter og stemmelagt af den engelsktalende danske dubber David Bateson i spilserien, og bliver spillet af Timothy Olyphant i filmversionen fra 2007.

## Skabelse
Han er skabt den 5. september 1964 i et underjordisk kloningslabaratioum i Rumænien af Dr. Wolfgang Ortmeier. 47 er en klon lavet af DNA fra verdens farligste forbrydere, der har doneret deres DNA til projektet. Han blev skabt i et eksperiment for at skabe en hær af "super assassins". Han voksede op sammen med andre kloner i et laboratorium. Allerede som 6-årig forbløffede 47 forskerne med sin enorme indlæringsevne, sin skarpe psyke og sine atletiske evner. Socialt var han utrolig stille, og han var på vagt overfor sine omgivelser.
Hans hurtighed og koldblodighed fik man først set i 1984 i en alder af 20 år, hvor han skulle til et tjek. 
Han blev eskorteret af en læge, som 47 pludselig angreb og stak med en nål flere gange. Lægen blev fundet flere timer efter og sagde, at 47 var for hurtig og stærk. Man kunne bagefter følge 47 tilbage til hans celle uden problemer. 47 flygtede senere hjulpet af sin skaber, Dr. Wolfgang Ortmeier, fordi myndighederne kom for tæt på. 
Flere år senere kom 47 tilbage og dræbte sin skaber for at få manualerne til at lave kloner. Han begyndte at arbejde for et lejemorderfirma kaldet "ICA HQ" (International Contract Agency Headquarters). Hans eneste kontakt derfra er en person kaldet "Diana", hvilket er det eneste man får at vide om hende – ikke engang hvilken  stilling hun har i ICA HQ oplyses. Han har slået utallige kendte og ukendte ihjel, og han er (i serien) den bedste af de bedste til sit fag. FBI og CIA siger faktisk, at han ikke eksisterer.
Han er den eneste "Class 1 human clone", der nogensinde har eksisteret, men selv om han er dygtig er han jaget vildt. Hans DNA er nemlig en manual til at skabe Class 1 human clones.
På den ene side er der folk der vil slå ham ihjel for at bruge hans DNA til at bygge hele hære af kloner. På den anden side er der folk der vil slå ham ihjel for at forhindre at disse hære bliver bygget.

## Spil
Hovedserie
- Hitman: Codename 47
- Hitman 2: Silent Assassin
- Hitman: Contracts
- Hitman: Blood Money
- Hitman: Absolution
- HITMAN (2016)

Spin-off spil
- Hitman GO
- Hitman: Sniper

## Film
I 2007 udkom  filmen Hitman. I rollen som Agent 47 var Timothy Olyphant. Agent 47's baggrundshistorie er markant anderledes fra den som som er brugt i computerspilene. Det antydes her han var et forældreløst og hjemløst barn der er blevet optaget af en organisation, frem for spillenes kloningsbaggrundshistorie.
I 2015 udkom en efterfølgende film, Hitman: Agent 47.